# یاگیو مونه‌فویو
یاگیو مونه‌فویو ((به ژاپنی: 柳生 宗冬 Yagyū Munefuyu); ۱ ژانویهٔ ۱۶۱۳ – ۱ ژانویهٔ ۱۶۷۵)، سامورایی، دایمیو و استاد کن جوتسو اهل ژاپن بود. او سومین پسر یاگیو مونه‌نوری بود.